# Römerlager Marktbreit

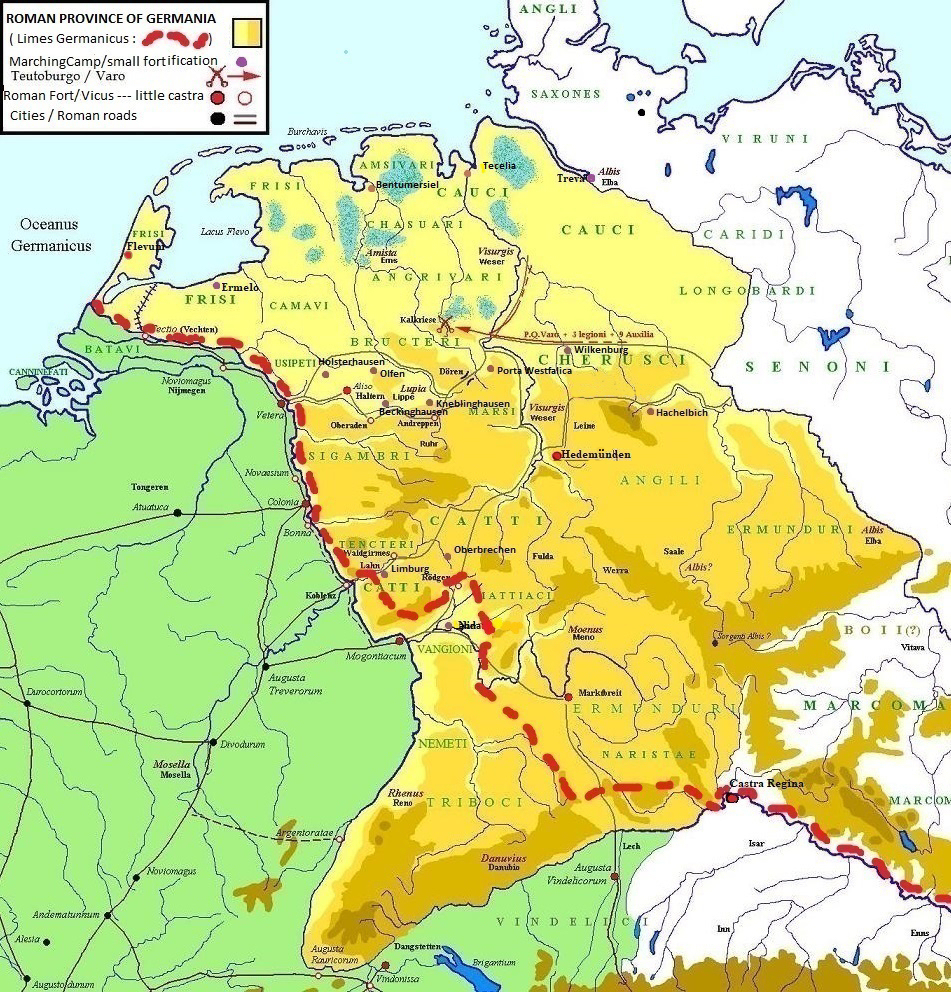
Schauplatz der Augusteischen Germanenkriege mit der Lage von Marktbreit; in rot eingezeichnet der Verlauf des späteren Limes

Das Römerlager Marktbreit ist ein frührömisches Legionslager aus der Zeit des Kaisers Augustus auf der Gemarkung der unterfränkischen Stadt Marktbreit am Main im Landkreis Kitzingen in Bayern. Die Anlage des großen Militärstützpunktes steht im Zusammenhang mit den Augusteischen Germanenkriegen. Vermutlich wurde es als zentraler Stützpunkt der begonnenen römischen Eroberung und Erschließung des rechtsrheinischen Germaniens (Germania magna) geplant. Nach aktuellem Forschungsstand wird es in die Jahre zwischen 5 und 9 n. Chr. datiert. Nach dem Scheitern der augusteischen Germanienkriege infolge der Varusschlacht von 9 n. Chr. wurde das noch nicht fertiggestellte Lager bereits wieder aufgegeben und die Befestigung abgebrannt.

## Lage
Das Bodendenkmal befindet sich in strategisch günstiger Lage nordöstlich der heutigen Stadt auf dem „Kapellenberg“, einem Geländesporn im spitzen Winkel zwischen Main (lateinisch Moenus) und Breitbach. Aufgrund seiner Verlaufsform bildet der Main hier das sogenannte Maindreieck. In der Antike gab es hier wohl eine Furt. Es ist das bislang einzige an diesem Fluss entdeckte Lager, gleichzeitig das am weitesten im Osten gelegene seiner Zeit sowie eines der größten im rechtsrheinischen Germanien überhaupt. Befunde anderer Zeitstellungen belegen, dass sich hier um einen siedlungsgünstigen Platz handelt, der zudem in einer dicht besiedelten germanischen Siedlungskammer lag. So wurden hier die Reste einer hallstattzeitlichen Siedlung, die etwa 50 Jahre existierte, sowie ein Grab der noch früheren endneolithischen Schnurkeramischen Kultur gefunden.

## Entdeckung und Befund
Die beiden Lager wurden 1985 vom Luftbildarchäologen Otto Braasch entdeckt, der 1990 auch das Römische Marschlager von Wilkenburg auffand. Die Lager gehören zu den wenigen aufgrund von Luftbildern identifizierten römischen Kastellen. Sondagen, vor allem aber Magnetometeruntersuchungen während der Bearbeitung der Fundstelle in den Jahren 1986 bis 1993 durch das Landesamt für Denkmalpflege in Würzburg zeigten dann ein älteres, etwa neun Hektar, und ein jüngeres, etwa 37 Hektar großes Lager. Von dem kleineren ist nur der Graben erhalten, sodass es sich zeitlich nicht genauer einordnen lässt und wohl auch keine lange Nutzungsdauer hatte. Das größere der beiden Lager hatte dagegen die gleiche Größe wie das im bisherigen römischen Hauptstützpunkt Mogontiacum (heute Mainz), das von zwei Legionen belegt war. Das Zentralgebäude in Marktbreit, die Principia, entspricht in ihrer Größe den Lagerzentren für nur eine Legion, und auch eine Verdoppelung von Praetorium (Wohngebäude des Legionskommandanten) oder Tribunus militaris Häusern für die höchsten Offiziere ließ sich nicht beobachten. Es ist deshalb wahrscheinlicher, dass Marktbreit nicht ausschließlich ein militärisches Lager war, sondern gleichzeitig auch zivile Aufgaben eines „Zentralortes“ in der neu zu errichtenden römischen Provinz Germania übernehmen sollte.
Das größere Lager war von einer 2300 Meter langen Wehrmauer geschützt, die mit vier Toren und 160 Wehrtürmen ausgestattet war. Der dafür notwendige Holzbedarf wird auf 1.600 mindestens 100- bis 200-jährige Eichen geschätzt, was einem Waldareal von 23 Hektar oder mehr entspricht. Am großen Lager von Marktbreit hätte für die vollständige Fertigstellung vermutlich mindestens 3–4 Jahre gebaut werden müssen. Die Wehrmauer war in Holz-Erde-Technik errichtet und wies eine Breite von 2,8 Metern auf. Vorgelagert waren zwei Verteidigungsgräben.
Neben den Wehranlagen waren auch Reste der Innenbebauung des größeren Lagers nachweisbar, die aus Holz errichtet wurden und deren Reste äußerst gut erhalten waren. Eine architektonische Besonderheit ist, dass die Kommandantenwohnung (praetorium) axial auf das Stabsgebäude (principia) bezogen und mit diesen verbunden ist. Eine solche architektonische Kombination findet sich analog im Römerlager Haltern. Wie auch der unregelmäßige Grundriss des Militärlagers und die Gestaltung der Torbereiche sichert diese Einzelheit die Datierung der Anlage in augusteische Zeit. Darüber hinaus konnten an römische Stadthäuser erinnernde Offiziershäuser, einige Mannschaftsunterkünfte (contubernia) und eine hölzerne Badeanlage untersucht werden.
Der enorme Holzbedarf, der mit den Verteidigungsanlagen und Innenbauten einherging, wurde wohl mit den Wäldern der näheren Umgebung gedeckt. Archäometrische Untersuchungen haben auf dem 8 Kilometer von Marktbreit entfernten Bullenheimer Berg Spuren einer intensiven Nutzung etwa in der Zeit um Christi Geburt dokumentiert, die in diesen Zusammenhang gehören könnten. Zu den nachweisbaren Landschaftsveränderungen dieser Zeit gehören die aufwändige Anlage zweier Seen, die als Viehtränken dienten und die schlagartige Rodung großer Waldgebiete. Brandspuren rühren wohl von Kohlenmeilern her, mit denen das nicht für Bauzwecke abtransportierte Holz zu Holzkohle verarbeitet wurde.

## Funde und Nutzung des Lagers
Die Fundlage im ausgegrabenen Areal des Lagers Marktbreit war äußerst dünn. Sechs Münzen und ein gestempeltes Terra-Sigillata-Gefäß des Aretiner Produzenten Gnaeus Ateius wurden gefunden und stehen zur genaueren Datierung der Anlage zur Verfügung. Die jüngsten Stücke sind drei Asse, von denen zwei aus Lugdunum (dem heutigen Lyon) und eines, das nur zur Hälfte erhalten ist, aus Nemausus (dem heutigen Nîmes) stammen. Sie wurden in den Jahren zwischen 7 v. Chr. und 3 v. Chr. geprägt, was den Terminus post quem für die letztmalige Benutzung des Legionslagers darstellt.
Die Funde aus dem 37 ha Lager Marktbreit zeigen bereits den nur unvollständigen Ausbau, dass die Anlage niemals in vollem Umfang funktionstüchtig gewesen sein kann, so lässt die extreme Fundarmut daran zweifeln, ob überhaupt jemals eine über den Bautrupp hinausgehende größere Besatzung in Marktbreit stationiert war. Und obwohl in Marktbreit einige Vorrats-Gruben ausgegraben wurden, sind sie genauso fundleer wie eine Latrine im Zentralbereich – ein Hinweis, dass man sie nie benutzt hat.

## Historische Bedeutung

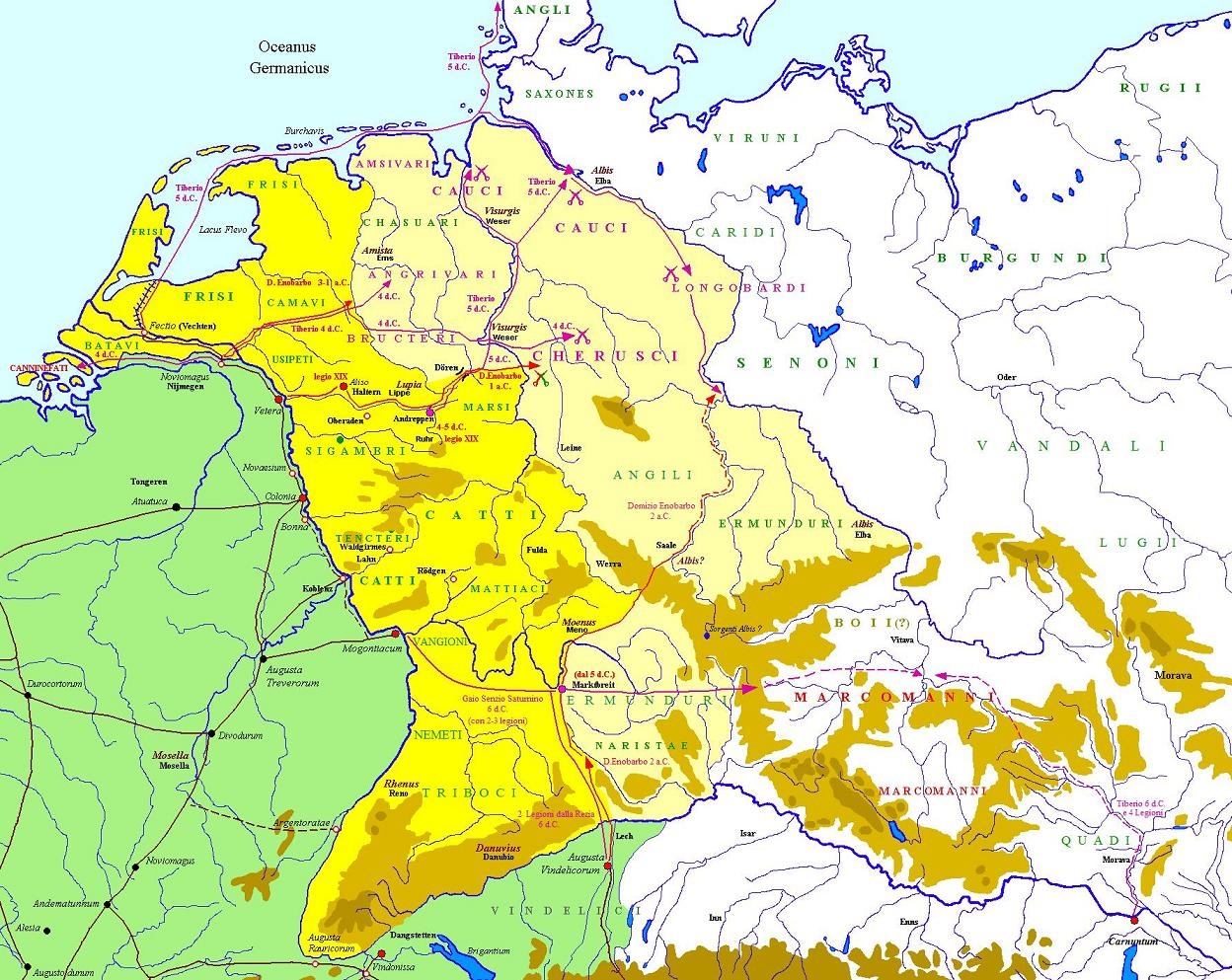
Feldzüge des Tiberius und des Lucius Domitius Ahenobarbus (eingezeichnete Orte entsprechen nicht unbedingt dem Stand der Wissenschaft)

Zunächst wurde das Lager in Verbindung gebracht mit dem 6 n. Chr. durchgeführten Feldzug der Römer gegen die Markomannen unter König Marbod, an dem insgesamt nicht weniger als zwölf Legionen nebst ihren Auxiliartruppen beteiligt waren. Während der Oberbefehlshaber Tiberius vom Lager Carnuntum (heute bei Petronell-Carnuntum) aus nach Norden gegen König Marbod marschierte, unternahm der Legat Gaius Sentius Saturninus einen Vorstoß vom Rhein aus in östlicher Richtung auf Böhmen, der Rekonstruktion der Ereignisse in der modernen Forschung zufolge vermutlich in Mogontiacum (Mainz) aufbrechend und dem Lauf des Mains folgend. Kurz vor Vereinigung der beiden Armeen musste jedoch der Feldzug wegen des Pannonischen Aufstands abgebrochen werden.
Zeitlich passt das Lager Marktbreit gut in dieses historische Szenario, seine Größe und repräsentative Ausstattung machen allerdings unwahrscheinlich, dass es lediglich ein Durchgangslager mit kleiner Stammbelegschaft zur Sicherung von Aufmarsch und Versorgung während des Feldzugs war. Vielmehr dürfte die Anlage als militärisches Zentrum nach einer großflächigen Eroberung Germaniens geplant worden sein. So hätten möglicherweise die beiden in Mogontiacum (heute Mainz) stationierten Legionen nach Marktbreit verlegt werden sollen. Dessen geographische Position war durch die Lage am Main und die Anbindung an die nördliche Erweiterung der Via Claudia Augusta sehr günstig für eine längerfristige Beherrschung des Großraumes, gleichzeitig waren die landwirtschaftlichen Bedingungen der Region ausreichend für die ständige Versorgung eines größeren stehenden Heeres. Dementsprechend hat Bernd Steidl angesichts des historischen Hintergrundes vermutet, dass das Lager in der Zeit zwischen 5/7 und 9 n. Chr. errichtet wurde, vermutlich während der Statthalterschaft des Publius Quinctilius Varus (7–9 n. Chr.). Die Varusschlacht im Jahr 9 n. Chr. bedeutete aber einen herben Rückschlag für die römische Expansionspolitik in Germanien und führte letztlich zur Aufgabe des Lagers Marktbreit. Spätestens um 16 n. Chr. wurden die am Bau des Lagers Marktbreit beteiligten Truppen in die weiter westlich gelegenen Lager am Rhein zurückgeführt.
Diese relativ kurze Belegungsdauer des Kastells Marktbreit erklärt die extreme Fundarmut. Teilweise wird aus diesem Grund auch angezweifelt, dass der Ausbau der Anlage jemals vollständig abgeschlossen war und von größeren Truppenkontingenten belegt wurde. Unabhängig davon haben die großen Gebäude sicherlich Eindruck auf die Bewohner der Gegend gemacht. Jedenfalls wurde nach dem Abbruch der Feldzüge die Befestigung nicht mehr benötigt und daher durch Brand niedergelegt.

## Zivilsiedlung und Kontakt zur nichtrömischen Bevölkerung
Unweit des Lagers entwickelte sich ein ziviles Lagerdorf (canabae), hier fanden sich Handwerker und Händler ein. Es lassen sich tatsächlich diverse Einflüsse der römischen Kultur auf Landwirtschaft und Handwerk im umliegenden Gebiet nachweisen, letztlich war Marktbreit aber Zeit seines Bestehens auf Versorgung aus außergermanischen Gebieten angewiesen und die Akkulturation der umliegenden Bevölkerung kam über ein sehr geringes Stadium nicht heraus.

## Denkmalschutz und Fundverbleib
Der Bereich des Lagers ist ein Bodendenkmal nach dem Bayerischen Denkmalschutzgesetz (BayDSchG). Nachforschungen und gezieltes Sammeln von Funden sind genehmigungspflichtig, Zufallsfunde an die Denkmalbehörden zu melden. Das Fundmaterial befindet sich unter anderem im Römerkabinett im Museum Malerwinkelhaus Marktbreit. Des Weiteren wurde vom Parkplatz am Main bis auf den Kapellenberg ein archäologischer Rundwanderweg mit acht Infotafeln angelegt, der einen Eindruck von den Dimensionen des Marktbreiter Legionslagers vermittelt.